# تون‌چولوک (اردهان)
تون‌چولوک (به ترکی استانبولی: Tunçoluk، به ارمنی: Փանիկ) یک منطقهٔ مسکونی در ترکیه است که در اردهان واقع شده‌است. تون‌چولوک ۱٬۳۴۳ نفر جمعیت دارد و ۲٬۲۳۰ متر بالاتر از سطح دریا واقع شده‌است.